# José Manuel Fernández Sobrino
José Manuel Fernández Sobrino (Villardevós, julio de 1936) es un escritor y periodista orensano. 

## Biografía
José Manuel Fernández Sobrino nace en julio de 1936 en el antiguo municipio Puente Canedo, en la margen derecha del Miño a su paso por la capital, municipio que luego en 1943 sería absorbido por el de Orense. Siempre en contacto con el deporte orensano, prefirió en los años cincuenta entrar en el mundo de la información en prensa y radio desde muy joven, siendo la retransmisión en directo su especialidad en los buenos años del fútbol de Orense en Segunda División y más tarde en baloncesto dentro de la ACB. Ello le permitiría viajar de manera constante por toda la geografía nacional y estar muy en contacto con los deportistas orensanos. Corresponsal deportivo de prensa regional e incluso nacional, pasó por las primeras emisoras orensanas, Radio Orense, La Voz del Miño y Radio Popular-COPE , así como redactor del diario La Región durante muchos años.

## Libros publicados
Fruto de su experiencia como comentarista deportivo, Fernández Sobrino decidió escribir acerca del Club Deportivo Orense, del que era un verdadero experto. Así, en 2002 se publicó "Club Deportivo Ourense: 1952-1977", su primer libro acerca de este equipo. El éxito de este libro lo condujo a publicar, un año después el que sería la segunda parte de la historia del club: así surgió "Club Deportivo Ourense: 1977-2002. Otros 25 años hasta el Cincuentenario". 
Su actividad literaria paró. No fue hasta, unos años más tarde, cuando surgió la idea de publicar un libro acerca del barrio orensano de A Ponte, que en aquella época era municipio con el nombre de Puente Canedo. El 30 de septiembre de 2010 se presentó, en la Iglesia de Santiago de Las Caldas, el libro La vida en A Ponte hasta 1960: de las viñas al asfalto. En el acto estuvieron presentes muchos vecinos, que sentían una conexión especial con ese libro, además del Alcalde de Orense, Francisco Rodríguez y el presidente de la Diputación Provincial de Orense, José Luis Baltar Pumar.
| Año  | Libro                                                                     |
| ---- | ------------------------------------------------------------------------- |
| 2002 | Club Deportivo Ourense: 1952-1977                                         |
| 2003 | Club Deportivo Ourense: 1977-2002. Otros 25 años hasta el Cincuentenario. |
| 2010 | La vida en A Ponte hasta 1960: de las viñas al asfalto.                   |